# هيلتون كلارك (دراج)
هيلتون كلارك (بالإنجليزية: Hilton Clarke)‏ هو دراج أسترالي، ولد في 7 نوفمبر 1979 في Ormond, Victoria ‏ في أستراليا.

## وصلات خارجية
- هيلتون كلارك (دراج) على موقع أرشيف الدراجات (الإنجليزية)
- هيلتون كلارك (دراج) على موقع إحصائيات الدراجات الإحترافية (الإنجليزية)
- هيلتون كلارك (دراج) على موقع نسبة الدراجات (الإنجليزية)